# 交響曲第20番 (J.C.F.バッハ)
ヨハン・クリストフ・フリードリヒ・バッハの交響曲第20番変ロ長調 HW I/20は、1794年に作曲された、J.C.F.バッハの最後の交響曲である。
4楽章制や、序奏付きの第1楽章など、ハイドンのスタイルに近く、完成された古典派様式を打ち出している。また、編成にはクラリネットとファゴットが導入されており、通奏低音は避けられている。

## 構成
第1楽章：Largo - Allegro
第1楽章は、ラルゴの序奏がつけられている。アレグロの主部では、木管楽器の巧みな用法により豊かな音色を得ることに成功している。
第2楽章：Andante con moto
第2楽章は、旋律、和声、楽器の音色などに深い感情の浮き沈みを見ることができる。この楽章の形式は独特であるが、ロンド風と言えるかもしれない。
第3楽章：Menuetto
第3楽章は、癖の強いアクセントとトリルに特徴づけられるメヌエットの章である。
第4楽章：Rondo, Allegretto scherzando
第4楽章は、ロンド形式で書かれている。主題はシンプルでそれ故に、その後の発展が自由で豊かなものとなっている。様々な表現方法がめまぐるしく登場し、聴く者を飽きさせない魅力的な章である。